# جاي جايسون
جاي جايسون (بالإنجليزية: Jay Jason)‏ هو صحفي أمريكي، ولد في 1915 في روتشستر في الولايات المتحدة، وتوفي في 2001.